# Састанак у Дивцима
Састанак у Дивцима био је састанак пуковника Михаиловића, вође четничких одреда, са представницима немачког Вермахта о обустављању непријатељства и заједничкој борби против партизана. Састанак је одржан у селу Дивци код Ваљева 11. новембра 1941. године.
Михаиловић је путем преговора са Немцима покушао да постигне више циљева: 
- да склопи примирје са Немцима и тако обезбеди свој опстанак и опстанак свог покрета
- да обезбеди Немачку тајну подршку у борби против партизана и тако се реши супарника у борби за власт
- да заустави немачку офанзиву и тако поштеди народ немачких репресалија.

Михаиловићеве снаге су 12 дана пре састанка раскинуле сарадњу са партизанима и повеле опши напад на Ужичку републику. У време преговора у Дивцима, у оближњем селу Словац Немцима је предато око 350 заробљених партизана заробљених од стране четника. 
Он се надао да ће од Немаца добити оружје, или бар муницију за ту борбу. Истовремено се трудио да све то усклади са својим новозадобијеним статусом од савезника признатог вође отпора у Југославији.
Да би сачувао популарност у народу и одржао савезничко признање, тражио је од Немаца да евентуални договор остане у тајности. Немци су његове предлоге категорички одбили и затражили безусловну предају четника. Пошто Михаиловић то није учинио, убрзо су покренули акцију против његовог штаба.
Од тада па надаље, Михаиловић води беспоштедни рат против партизана, док је сукобе са Немцима избегавао.

## Припрема састанка
Михаиловић је крајем октобра 1941. схватао да ће Немци кренути у завршну офанзиву и да је то најбољи начин да комунистички ривал буде сломљен а да он остане у Србији. Немци су за гушење устанка у Србији 1941. ангажовали додатне трупе и спровели драстичне репресалије над становништвом, што је Михаиловића навело да се повуче из устанка, нападне партизане и затражи контакт са немачком управом ради прекида непријатељства. Преко свог представника у Београду, пуковника Бранислава Пантића, прво је успоставио везу са председником квислиншке владе Миланом Недићем, који је требало да га повеже са Немцима.
Недић је Михаиловићевог представника повезао са немачким обавештајцем капетаном Јозефом Матлом, који је обавештење пренео надлежним командама.
Четнички одреди југословенске војске под командом пуковника Драже Михаиловића стављају се на располагање за борбу против комуниста у сарадњи са немачким Вермахтом.
Пуковник Пантић је по налогу Михаиловића изјавио да Михаиловић јамчи да ће српски простор источно и западно од Мораве „очистити од комунистичких банди“, да се не поводи никаквим политичким циљем, и да признаје Немцима сва права окупатора. Михаиловић очекује да ће од тренутка када почне борбу против партизана бити обустављене казнене акције против српског становништва и масовна стрељања на подручјима које он држи. Михаиловићев циљ је да се успостави стање мира и реда какво је у окупираној Србији било пре устанка.
Против споразума са Михаиловићем изјаснио се Управни штаб опуномоћеног команданта, оптужујући четнике за учешће у партизанском устанку против Немаца. Управни штаб је разликовао ове снаге само по начину борбе и саставу људства: на Михаиловићевој страни видео је официре, а на партизанској „затворенике, разбојнике и цигане“.

## Напад на партизане
Непосредно након што се понудио Немцима као сарадник, Михаиловић је предузео општи напад на партизанску Ужичку републику. Историчар Бранко Петрановић сматра да је нападом четника на Ужице, Ивањицу, Чачак, Горњи Милановац и друга места слободне територије у ноћи између 31. октобра и 1. новембра 1941. године започео грађански рат у Србији. Изговор четника је био да „не могу даље гледати како нестају један по један српски живот у борби за политичку власт коју желе да узму неколико људи“, те ће ради заштите људи ући у Ужице. У заповести команданта Пожешког четничког одреда од 1. новембра 1941. за напад на Ужице се наређује: „У раду бити одлучан, храбар и енергичан као што то доликује српским четницима“, а потом: „У ноћним борбама најбоље је све изненадно и без ларме ликвидирати."
Напад четника није се одвијао према плану. Рибашевински четнички одред је био разбијен 1. новембра ујутро од Драгачевског батаљона и делова Ужичког партизанског одреда. Дејства Златиборског четничког одреда и Креманске четничке групе била су спречена војним, политичким и другим мерама које су Врховни Штаб НОПОЈ и Штаб Ужичког НОПО предузели на основу поузданих података да четници припремају напад на Ужице. У одбрани града учествовали су и сами грађани који су се прихватили оружја и ступили у партизанске јединице. После жестоких борби током дана у рејону Трешњице, четници су били разбијени.
Настављајући гоњење четничких снага после њиховог неуспелог напада на Ужице, партизанске снаге су 3. новембра 1941. заузеле Пожегу. Након тога је Врховни штаб НОПОЈ четницима понудио преговоре ради склапања примирја. Склопљени споразум Михаиловић је отказао и 5. новембра упутио ултиматум ВШ НОПОЈ да партизани напусте Пожегу. Врховни штаб НОПОЈ није прихватио четнички ултиматум, већ је јединицама наредио да наставе чишћење пожешког и ужичког среза од четника.
Истовремено, Михаиловић је напао партизане у Чачку и другим градовима. У то време су партизанске снаге, пошто су одбиле напад четника на Ужице и Чачак, продужиле дејства против четничких снага које су се повлачиле ка Равној гори, и стезале обруч око штаба Драже Михаиловића. Партизански одреди победили су потукли четнике и опколили Михаиловићев штаб на Равној гори. Међутим, на Михаиловићеву молбу, Врховни штаб је обуставио партизанске акције против четника, како би се спречила даљња братоубилачка борба.

## Учесници састанка
Састанак четника и Немаца је одржан 11. новембра у једној кафани у селу Дивци. Састанку су присуствовали са немачке стране:
- потпуковник Рудолф Когард
- војни управни саветник др Георг Кисел
- капетан Јозеф Матл
- СС оберштурмфирер Винике
- штандартенфирер Матерн

Присутни са четничке стране:
- пуковник Драгољуб Михаиловић
- мајор Александар Мишић, обојица у униформи
- пуковник Бранислав Пантић
- капетан Ненад Митровић, обојица у цивилу

Састанак је одржан без знања британског официра за везу, Била Хадсона, који је у то време боравио у штабу пуковника Михаиловића.

## Михаиловићева понуда
Упркос Михаиловићевој понуди, на самом почетку састанка му је речено да Вермахту његове услуге нису потребне:
"Пре две недеље поручили сте нам преко Ваших повереника у Београду да је Ваша намера 'да нећете више дозволити да се српска крв бескорисно пролива и српска имовина даље уништава'. Истоврeмено сте понудили да се заједно са немачким Вермахтом и органима Недићеве владе борите против комунизма. Понуда је од стране Главне команде одбијена јер:
1) Немачки Вермахт ће сам у најкраћем времену окончати са комунизмом и
2) главни командант не може имати поверења према Вама као савезнику."
Немци су закључили да Дража зна за долазак њихових оклопних трупа, да као генералштабни официр правилно оцењује да ће се наставак немачких операција рђаво завршити по њега, те стога „немачки Вермахт не може да се оптерети таквим савезницима који му се привремено прикључују из разлога опортунитета“.
У даљем разговору Дража се правдао нацистима за устанак у Србији 1941. и ослобођење градова од Немаца:
"Није моја намера да ратујем против окупатора, јер као генералштабни официр познајем снаге обеју снага."
Он се правдао да је морао узети неке градове од Немаца да их комунисти не би узели ("моји људи су кренули на Лозницу зато да је комунисти не заузму", "за напад од 1. новембра код Краљева нисам ја одговоран, јер сам управо наредио да се моје трупе повуку и да се сакупе ради борбе против комунизма") и изјављивао да није на страни устаника:
"Нисам се ставио на страну оних који желе да истерају Немце“.
Михаиловић је изјављивао Немцима лојалност и тражио да му дају муницију да настави борбу против партизана, у чему је зналац:
"Захтевам да ми се омогући да наставим борбу против комунизма која је почела 31. октобра. Ми знамо како се води борба у шуми, нарочито против елемената који желе да се сакрију.
Неопходно је имати муницију! Рачунајући с тим, дошао сам овамо."
Нудећи прелазак на немачку страну, желео је да његово „деловање на националној основи“ остане потајно да не би прошао као Коста Пећанац, који је склопио отворени споразум са окупатором, чиме је изгубио углед у народу и стекао жиг издајника. Александар Мишић се надовезао на Дражин предлог и чак затражио немачке официре за везу код четника: "Ми идемо тако далеко да Вас молимо да до нас упутите официре за везу да бисте се, уз пуну гаранцију, могли уверити у нашу борбу против комуниста."
Упркос свим њиховим предлозима, Немци пуковнику Михаиловићу нису оставили другу могућност до да положи оружје. У то спада предаја свег оружја, муниције и опреме, и ослобађање немачких заробљеника. Потпуковник Когард је био изричит:
"Уколико Ви, господине пуковниче, не прихватите услове које сам навео, борба против Ваших четника наставиће се у истој форми као што је против комунистичких банди већ почела.
Михаиловић је рекао да не може ову одлуку да донесе а да не чује мишљење својих потчињених вођа и на томе је састанак завршен. На растанку, Дража им је рекао:
"Нећемо се борити против Немаца, па ни онда ако нам ова борба буде наметнута."

## Предаја заробљених партизана
Упоредо са преговорима са Немцима у селу Дивци, четници су већи број заробљених партизана предали Немцима у оближњем селу Словац. Том приликом је Штаб Драгољуба Михаиловића проследио око 350 заробљених партизана Немцима, који су их већину пострељали.
Партизане на превару заробљени у Горњем Милановцу, Косјерићу, Карану и Планиници, четници су прикупили на Равној Гори. Око 13. новембра 1941. четници су групу од 365 заробљеника одвели у Мионицу, и затим у Словац. Ту су прихваћени од Недићевих и немачких снага и пребачени камионима у Ваљево: 
У Мионици су нас дочекали и спровели до Маркове Цркве и ту нас предали некоме војводи Јови Колубарцу. (...) Он нам је рекао да нас води у Словац, пошто немамо где да преноћимо у Марковој Цркви. (...) Чим смо дошли у Словац тамо су већ чекали немачки камиони и потрпали су нас и спровели у Ваљево.
Од ове групе заробљеника, Немци су 263 особе стрељали 27. новембра 1941. године на Крушику у Ваљеву. Остали заробљеници су делом стрељани накнадно, делом депортовани у логоре, а делом пуштени на слободу.
Предаја заробљених партизана наставила се и после овога, и била је нарочито интензивна у децембру 1941.

## Немачки одговор
Упркос иницијалним преговорима нижих инстанци, притисак из Берлина, где су организацију Михаиловићевих четника сматрали пробританском, довео је до прекида ових тајних разговора. У време састанка у Дивцима немачка Врховна команда није била ни чула за пуковника Михаиловића, па тражи проверу о целој ствари:
Врховна команда оружаних снага тражи проверу вести да је извесни Михаиловић послао делегате Недићу, и преко њих понудио Немцима преговоре. (...) Након саветовања команде Југоистока и немачког генерала у Србији, Врховна команда је телефонски обавештена о следећем: „Вођа банди Михаиловић је немачком генералу у Србији понудио заједничку борбу против комуниста. Понуда је одбијена са захтевом за безусловну капитулацију. Одговор је изостао. Јуче први пут забележене борбе између Михаиловићевих банди и комуниста. Ово не мења став да се тражи безусловна капитулација.“
Понуда пуковника Михаиловића да стави своје снаге на располагање за борбу против комуниста је одбијена и затражена је безусловна предаја. Михаиловић је тражио да се консултује са својим командатима. Михаиловић такође тражио оружје за борбу против комуниста. Ово је игра, борба између банди за извор оружја. Ипак, чини се да један дио Михаиловићевих банди искрено жели да се бори против комуниста.
Немци нису прихватили Михаиловићево престројавање. Против њега је 6. децембра предузета Операција Михаиловић, за њим је расписана потерница и неколико месеци је био у бекству. Уочи немачке операције на Равној гори, Михаиловић је на састанку с четничким старешинама 1. децембра 1941. наложио да се део четника легализује, како би опстали у оквиру Недићевих формација. Четнички одреди у Србији делом су распустили регруте кућама и остали у илегали на кадровском саставу, а делом се легализовали као квислиншке снаге Милана Недића.
У јуну 1942. Михаиловић је прешао у Црну Гору, на територију коју су уз помоћ Италијана држали црногорски четници. У Липову, код Колашина, где је до маја 1943. био четнички штаб.

## Послератно суђење
На послератном суђењу у Београду Михаиловићу је, између осталог, стављен на терет састанак са Немцима у селу Дивци и предаја заробљених партизана.

### Михаиловићева одбрана
У то време Немци су вршили одмазду. Мачва је била уништена. Ватра је лизала до Лелића. Драгиша Васић и остали почели су наваљивати да идем и тражим да ова одмазда према народу престане. ... Под притиском Драгише Васића и осталих, који су били око мене, ја сам се решио и пошао сам тамо за Александром Мишићем. Понео сам бомбу, готов да треснем да сви одлетимо ако дође до покушаја хватања. Једнога момента плашио сам се да Александар то не учини, јер је био насртљив а ситуација је била врло тешка.“
Михаиловић се бранио да није слао емисаре у Београд и тражио контакте, већ су емисари дошли код њега на Равну гору и молили га да се састане са Немцима, да би престало страдање народа. Наводно, састанак није иницирао он, већ његови обавештајни официри Бранислав Пантић и Ненад Митровић који су дошли из Београда и успут срели једног гестаповца у цивилу, професора Матла, који је тражио да се састане са њим.
Супротно Михаиловићевим тврдњама, извештај капетана Матла недвосмислено говори да су Дражини изасланици преко Недића у Београду ступили у контакт са њим.

### Пресуда
Михаиловић је осуђен као сарадник окупатора, а у његовој пресуди се између осталог помиње и састанак у селу Дивци:
За време општег напада на партизане, 13. новембра 1941. године у ноћ, Михаиловић се у селу Дивци, недалеко од Ваљева, састао са представницима немачког војног заповедника за Србију, а те исте ноћи његови четници предали су Немцима у селу Словцу, близу села Диваца, 360 партизана, које су четници Михаиловића заробили и са Равне Горе спровели у Словац.
Судско веће је притом утврдило да је састанак у Дивцима био тесно повезан са предајом заробљених партизана Немцима:
Михаиловић је у ноћи између 13. и 14. новембра 1941. године, исте ноћи када се састао са капетаном Матлом, наредио свом команданту Даки Тешмановићу да око 365 заробљених партизана преда српској државној стражи у селу Словац, иако је знао да ће их они пострељати или предати Немцима. То је учињено тако да их је Тешмановић предао Јовану Шкави а овај Немцима. Немци су од ових предатих партизана стрељали око 270, а остале отерали у логоре.

## Документи
- Немачки документи
  - Извештај официра Абвера од 30. октобра 1941. о понуди Михаиловића да своје јединице стави на располагање за борбу против партизана; Национална архива САД, архивска ознака Т314, ролна 1457, фрејмови 1110—1112 - превод: Зборник докумената и података о народноослободилачком рату југословенских народа-а, том XIV, књига 1, документ 238
  - Позив овлашћеног лица начелника штаба опуномоћеног команданта у Србији од 30. октобра 1941. Михаиловићу за састанак ради преговора о сарадњи у борби против партизана; Национална архива САД, архивска ознака Т314, ролна 1457, фрејм 1240 - превод: Зборник докумената и података о народноослободилачком рату југословенских народа-а, том XIV, књига 1, документ 239
  - Изјава Михаиловића од 1. новембра 1941. команди немачке 342. пешадијске дивизије; Национална архива САД, архивска ознака Т314, ролна 530, фрејм 1348 - превод: Зборник докумената и података о народноослободилачком рату југословенских народа-а, том XIV, књига 1, документ 240
  - Одговор Михаиловића од 3. новембра 1941. немачким војним командантима у Србији у вези са позивом на преговоре о сарадњи у борби против партизана; Национална архива САД, архивска ознака Т314, ролна 1457, фрејм 1338 - превод: Зборник докумената и података о народноослободилачком рату југословенских народа-а, том XIV, књига 1, документ 241
  - Извештај управног штаба опуномоћеног команданта корпуса у Србији од 3. новембра 1941. опуномоћеном команданту корпуса о разговору са Миланом Недићем о понуди Михаиловића за сарадњу у борби против партизана; Национална архива САД, архивска ознака Т75, ролна 69, фрејмови 1005—1006 - превод: Зборник докумената и података о народноослободилачком рату југословенских народа-а, том XIV, књига 1, документ 242
  - Извештај Харолда Турнера од 6. новембра 1941. о покушајима Михаиловића да преговорима са Недићем и Немцима ојача свој положај за борбу против комуниста; Национална архива САД, архивска ознака Т75, ролна 69, фрејмови 1007—1009 - превод: Зборник докумената и података о народноослободилачком рату југословенских народа-а, том XIV, књига 1, документ 243
  - Записник са састанка Михаиловића и представника немачког опуномоћеног команданта корпуса у Србији од 12. новембра 1941. о сарадњи у борби против партизана; Национална архива САД, архивска ознака Т314, ролна 1457, фрејмови 1314—1329 - превод: Зборник докумената и података о народноослободилачком рату југословенских народа-а, том XIV, књига 1, документ 244
- Миодраг Зечевић: ДОКУМЕНТА СА СУЂЕНЈА ДРАЖИ МИХАИЛОВИЋУ